# Skærpekød
Skærpekød på færøsk Skarpræstur eller skerpikjøt er vindtørret ekstra velhængt fårekød, der efter ca. 5-9 måneders lagring i en hjallur, (udhus med vindgennemstrømning) har en speciel streng smag, som udefrakommende lige skal vænne sig til. 
Der er 3 stadier, nemlig visnaður (visnet), ræstur (halvtørt, fermenteret) og turrur (tør). De tre stadier dækker konsistens, lugt og smag. Det første stadium "visnadur" indtræffer efter nogle få dage. Overgangen til "ræst" er mere glidende. Pludselig kulde kan medføre, at ræst-stadiet rent smagsmæssigt næsten hoppes over. Smagen får derfor ikke den ønskede kraft. Bliver vejret vådt og varmt i den første periode kan fermenteringsprocessen gå i forrådnelse, hvilket kan føre til, at smagen bliver for kraftig. Det kan give en variation i smagen fra det ene år til det andet, men skaber ikke nogen større problemer. 
Det færdiglagrede skærpekød skæres i tynde skiver og lægges på rugbrød, som pålæg. Det kan også spises sammen med kogte kartofler, varme eller kolde.
Færinger bosat i Danmark har fra 1. maj 2004 fået lettere adgang til skærpekød. Hvor det hidtil kun har været muligt at bestille kødet direkte fra Færøerne, kan kødvarerne nu udleveres gennem de færøske foreninger i Danmark.
Skærpekød kan ikke købes i butikker i Danmark, fordi der ikke er nogen EU-godkendte færøske virksomheder, der producerer og eksporterer varerne til Danmark. 